# فرودگاه توئین لیکس (کارولینای شمالی)
فرودگاه توئین لیکس (کارولینای شمالی) (به انگلیسی: Twin Lakes Airport (North Carolina))  یک فرودگاه همگانی باربری  است که یک باند فرود آسفالت دارد و طول باند آن ۸۹۷ متر است. این فرودگاه در  کشور ایالات متحده آمریکا قرار دارد و در ارتفاع ۲۴۹ متری از سطح دریا واقع شده است.